# Британско-американская церковь при Александровском главном механическом заводе
Британско-американская церковь при Александровском главном механическом заводе — бывшая англиканская церковь в Санкт-Петербурге. Расположена по адресу проспект Обуховской Обороны, 129.

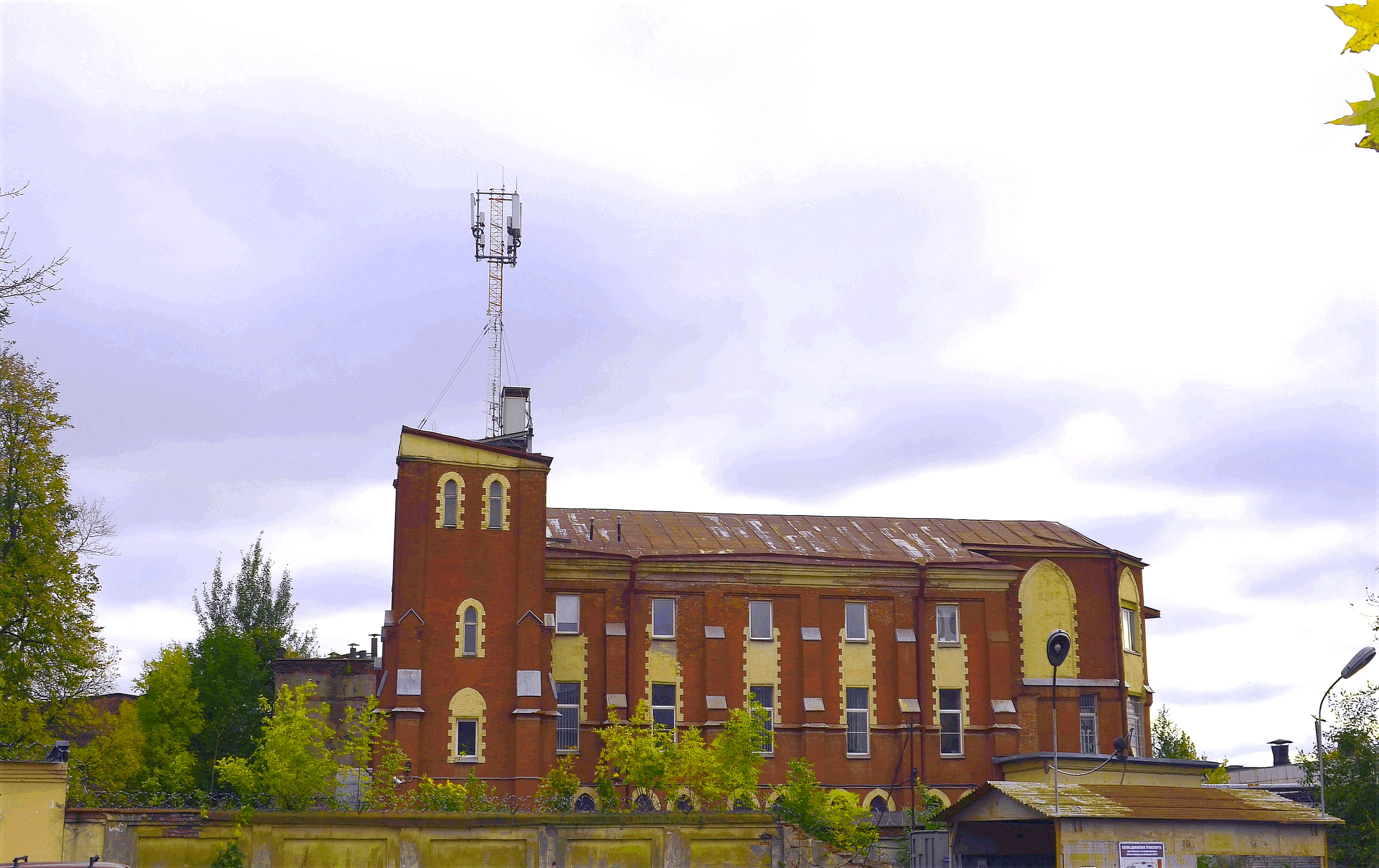
Вид сбоку, апсида справа

Многие сотрудники Александровских заводов были выходцами из Британской империи. Ближайший храм находился в центре Петербурга (Английская наб., 56), поэтому с 1848 г. пастор Томас Эллерби начал проводить богослужения за Невской заставой в специально нанятом доме.
Потом в помещении заводской конторы был открыт филиал Британо-американской церкви (на современной ул. Якубовича), который действовал несколько лет. На время Крымской войны службы были прекращены, но после заключения мира опять возобновились.
Сюда вместе с отцом, инженером, одним из строителей железной дороги Москва-Петербург, ходил Джеймс Уистлер — будущий крупный американский и английский художник.
Потом на территории завода был построен молитвенный дом. Позже участок понадобился для расширения завода. Церковь строили заново на соседнем участке, открыта она была в 1901 году.
Церковь закрыта с 1920-х гг.
Здание сохранилось в искаженном виде. В нём располагался телефонный узел компании Ростелеком. Сейчас телефонный узел сдаёт помещения в здании разным конторам.